# Shūmatsu no Harem
Shūmatsu no Harem (終末のハーレム (Chung mạt Harem) Shūmatsu no Hāremu, n.đ.: "Harem tận thế", tựa tiếng Anh: World's End Harem) là bộ manga được sáng tác bởi LINK và do Shōno Kotaro vẽ minh họa. Phần thứ nhất của truyện được đăng trên website tạp chí manga Shōnen Jump+ của Shueisha từ tháng 5 năm 2016 đến tháng 6 năm 2020. Phần thứ hai với nhan đề Shūmatsu no Harem: After World, được đăng trên cùng tạp chí từ tháng 5 năm 2021 đến tháng 5 năm 2023. Tổng cộng mười tám tập truyện đã được phát hành đến nay.
Một bản manga spin-off có tựa đề Shūmatsu no Harem: Fantasia, được đăng trên tạp chí Ultra Jump từ tháng 4 năm 2018. Bản spin-off manga thứ hai có tựa Shūmatsu no Harem: Britannia Lumiére, đăng trên Shōnen Jump+ vào tháng 6 năm 2020. Anime truyền hình chuyển thể từ truyện do Studio Gokumi và AXsiZ cùng thực hiện được lên sóng tập đầu tiên vào tháng 10 năm 2021, còn các tập sau đều bị hoãn sang tháng 1 năm 2022.

## Nội dung
Vào năm 2040, Mizuhara Reito là một sinh viên y khoa mắc phải một chứng bệnh khó chữa có tên là "Chứng xơ cứng hoá tế bào" (細胞硬化症 (Tế bào ngạch hoá chứng) saibō kōka-shō). Theo lời khuyên của bác sĩ, anh phải ngủ đông để chờ đợi thuốc chữa được chế tạo thành công. Năm năm sau (2045), Reito khỏi bệnh và tỉnh dậy, nhận ra thế giới đang bị dịch bệnh virus có tên là MK Virus (Male Killer Virus) hoàng hành, làm hơn 99,5% dân số nam giới tử vong, và xung quanh anh hiện tại chỉ toàn là phụ nữ. Một lượng nhỏ đàn ông đang ngủ đông chờ vaccine. Reito là một trong năm người đàn ông duy nhất ở Nhật Bản miễn dịch với MK Virus nhờ Chứng xơ cứng hoá tế bào trước đó giúp anh có kháng thể. Do đó, anh bị UW (United Women - "Liên minh Phụ nữ", tổ chức đang nắm quyền toàn thế giới) chi nhánh Nhật Bản quản lý và yêu cầu giao hợp với nhiều người phụ nữ khác nhau để tạo ra những bé trai được di truyền kháng thể MK Virus và khôi phục lại phần dân số đã mất (do những bé trai sinh ra bởi phương pháp thụ tinh nhân tạo thì lại không di truyền được kháng thể). Reito vì tình yêu với bạn thuở nhỏ Tachibana Erisa hiện đang mất tích, quyết không giao hợp với người phụ nữ khác và đi tìm phương thức chế tạo vaccine để loại bỏ dịch bệnh.

## Nhân vật
Mizuhara Reito (水原 怜人)
Lồng tiếng bởi: Ichikawa Taichi
Suō Mira (周防 美来)
Lồng tiếng bởi: Shiraishi Haruka
Tachibana Erisa (橘 絵理沙)
Lồng tiếng bởi: Shiraishi Haruka
Ryūzōji Akane (龍造寺 朱音)
Lồng tiếng bởi: Taichi Yō
Yamada Sui (山田 翠)
Lồng tiếng bởi: Yamane Aya
Katagiri Reia (片桐 麗亜)
Lồng tiếng bởi: Watanabe Keiko
Kuroda Maria (黒田 マリア)
Lồng tiếng bởi: Kozakai Yurie
Mizuhara Mahiru (水原 まひる)
Lồng tiếng bởi: Yukina Shūto
Hino Kyōji (火野 恭司)
Lồng tiếng bởi: Eguchi Takuya
Isurugi Neneko (石動 寧々子)
Lồng tiếng bởi: Ishigami Shizuka
Kitayama Rena (北山 玲奈)
Lồng tiếng bởi: Amano Satomi
Doi Shōta (土井 翔太)
Lồng tiếng bởi: Ura Kazuki
Kamiya Karen (神谷 花蓮)
Lồng tiếng bởi: Taketatsu Ayana
Hanyū Yuzuki (羽生 柚希)
Lồng tiếng bởi: Hayase Marika
Hiiragi Shunka (柊 春歌)
Lồng tiếng bởi: Michii Haruka
Ichijō Natsu (一条 奈都)
Lồng tiếng bởi: Aihara Arisa
Tōdō Akira (東堂 晶)
Lồng tiếng bởi: Iida Riho
Kuroda Rein Chifuyu (黒田・レイン・ちふゆ)
Lồng tiếng bởi: Takamori Natsumi
Hoshino Shion (星野 汐音)
Lồng tiếng bởi: Ueda Reina
Erika (エリカ)
Lồng tiếng bởi: Kudo Yuki
Chloe Mansfield (クロエ・マンスフィールド)
Lồng tiếng bởi: Okubo Rumi

## Manga

### Chính
Shūmatsu no Harem được sáng tác bởi LINK với phần tranh minh họa của Shōno Kotaro. Bộ manga lần đầu xuất bản trên tạp chí trực tuyến về manga Shōnen Jump+ của nhà xuất bản Shueisha từ ngày 8 tháng 5 năm 2016. Phần đầu tiên của manga kết thúc với 85 chương vào ngày 21 tháng 6 năm 2020. Vào năm 2021, phần thứ hai của truyện được công bố sẽ có tựa đề là Shūmatsu no Harem: After World (終末のハーレム After World), được đăng nhiều kỳ trên Shonen Jump+ từ ngày 9 tháng 5 năm 2021 đến ngày 7 tháng 5 năm 2023. Shueisha biên soạn các chương manga thành các tập tankōbon riêng lẻ và cho phát hành từ tháng 9 năm 2016. Năm 2018, Seven Seas Entertainment phát hành bản dịch tiếng Anh của truyện dưới ấn hiệu Ghost Ship.

#### Danh sách tập truyện

##### Shūmatsu no Harem
| #  | Ngày phát hành Tiếng Nhật | ISBN Tiếng Nhật   |
| -- | ------------------------- | ----------------- |
| 1  | 2 tháng 9, 2016           | 978-4-08-880819-2 |
| 2  | 31 tháng 12, 2021         | 978-4-08-880842-0 |
| 3  | 2 tháng 6, 2017           | 978-4-08-881087-4 |
| 4  | 4 tháng 10, 2017          | 978-4-08-881243-4 |
| 5  | 2 tháng 2, 2018           | 978-4-08-881438-4 |
| 6  | 4 tháng 7, 2018           | 978-4-08-881523-7 |
| 7  | 2 tháng 11, 2018          | 978-4-08-881634-0 |
| 8  | 4 tháng 3, 2019           | 978-4-08-881762-0 |
| 9  | 2 tháng 8, 2019           | 978-4-08-882044-6 |
| 10 | 4 tháng 1, 2020           | 978-4-08-882188-7 |
| 11 | 13 tháng 5, 2020          | 978-4-08-882304-1 |
| 12 | 4 tháng 8, 2020           | 978-4-08-882457-4 |

##### Shūmatsu no Harem: After World
| #  | Ngày phát hành Tiếng Nhật | ISBN Tiếng Nhật   |
| -- | ------------------------- | ----------------- |
| 13 | 4 tháng 10, 2021          | 978-4-08-882817-6 |
| 14 | 4 tháng 1, 2022           | 978-4-08-882853-4 |
| 15 | 2 tháng 5, 2022           | 978-4-08-883105-3 |
| 16 | 2 tháng 9, 2022           | 978-4-08-883254-8 |
| 17 | 2 tháng 5, 2023           | 978-4-08-883550-1 |
| 18 | 2 tháng 6, 2023           | 978-4-08-883624-9 |

### Spin-off
Một phiên bản manga spin-off của bộ truyện có tựa Shūmatsu no Harem: Fantasia (終末のハーレム ファンタジア), cũng do chính LINK sáng tác cốt truyện với phần tranh vẽ của SAVAN, bắt đầu đăng trên tạp chí Ultra Jump của Shueisha từ ngày 19 tháng 4 năm 2018. Phiên bản này cũng được phân phối trên Shōnen Jump+ và ứng dụng Young Jump! trên điện thoại. Năm 2019, Seven Seas Entertainment công bố bản quyền tiếng Anh cho manga. Fantasia cũng nhận một bản spin-off khác là  Shūmatsu no Harem: Fantasia Gakuen (終末のハーレム ファンタジア学園), sáng tác bởi LINK và minh họa bởi Andō Okada, đăng trên Ultra Jump từ ngày 19 tháng 5 năm 2020, và kết thúc vào ngày 17 tháng 7 năm 2022 với tổng 52 chương.
Bản spin-off tiếp theo là Shūmatsu no Harem: Britannia Lumiére, (終末のハーレム Britannia Lumiére), do LINK sáng tác và Etō Kira vẽ minh họa, đăng trên tạp chí Shōnen Jump+ và ứng dụng Manga Mee từ ngày 26 tháng 6 năm 2020. Shueisha cũng phát hành manga này bằng tiếng Anh trên ứng dụng Manga Plus. Vào tháng 12 năm 2020, manga bị tạm dừng sáng tác do vấn đề sức khỏe của họa sĩ Etō, sau đó trở lại với chương mới vào tháng 6 năm 2021. Manga kết thúc vào 29 tháng 7 năm 2021 với tổng cộng 22 chương.

#### Danh sách tập truyện

##### Shūmatsu no Harem: Fantasia
| #  | Ngày phát hành Tiếng Nhật | ISBN Tiếng Nhật   |
| -- | ------------------------- | ----------------- |
| 1  | 2 tháng 11, 2018          | 978-4-08-891129-8 |
| 2  | 4 tháng 3, 2019           | 978-4-08-891247-9 |
| 3  | 2 tháng 8, 2019           | 978-4-08-891353-7 |
| 4  | 4 tháng 1, 2020           | 978-4-08-891470-1 |
| 5  | 4 tháng 8, 2020           | 978-4-08-891652-1 |
| 6  | 4 tháng 1, 2021           | 978-4-08-891762-7 |
| 7  | 4 tháng 6, 2021           | 978-4-08-891873-0 |
| 8  | 4 tháng 10, 2021          | 978-4-08-892110-5 |
| 10 | 2 tháng 5, 2022           | 978-4-08-892304-8 |
| 11 | 2 tháng 9, 2022           | 978-4-08-892459-5 |
| 12 | 2 tháng 12, 2022          | 978-4-08-892588-2 |
| 13 | 4 tháng 4, 2023           | 978-4-08-892733-6 |
| 14 | 4 tháng 8, 2023           | 978-4-08-892884-5 |
| 15 | 4 tháng 12, 2023          | 978-4-08-893149-4 |

- Shūmatsu no Harem: Fantasia Gakuen 1 (終末のハーレム ファンタジア学園 1?) – phát hành vào ngày 4 tháng 1 năm 2021,[55] ISBN 978-4-08-891763-4
- Shūmatsu no Harem: Fantasia Gakuen 2 (終末のハーレム ファンタジア学園 2?) – phát hành vào ngày 4 tháng 10 năm 2021,[56] ISBN 978-4-08-892111-2
- Shūmatsu no Harem: Fantasia Gakuen 3 (終末のハーレム ファンタジア学園 3?) – phát hành vào ngày 4 tháng 8 năm 2022,[57] ISBN 978-4-08-892406-9

## Chuyển thể khác

### Anime
Phiên bản anime truyền hình chuyển thể từ manga lần đầu được công bố vào tháng 5 năm 2020. Studio Gokumi và AXsiZ đảm nhiệm vẽ hoạt họa cho phim, với Nobuta Yū giữ vai trò đạo diễn và Takahashi Tatsuya biên soạn kịch bản. Koseki Masaru phụ trách thiết kế nhân vật và Okawa Shigenobu sáng tác phần nhạc nền. Ca khúc mở đầu phim là "Just Do It" trình bày bởi H-el-ical//. Bài hát kết thúc là "Ending Mirage" do EXiNA thể hiện.
Tập 1 của anime đã lên sóng truyền hình vào ngày 8 tháng 10, 2021, nhưng do khâu sản xuất cần được "kiểm duyệt lại" nên lịch chiếu anime bị dời sang ngày 7 tháng 1 năm 2022 và bắt đầu phát sóng lại từ tập 1. Crunchyroll chiếu trực tuyến anime tại các khu vực bên ngoài châu Á. Muse Communication cấp phép bản quyền bộ phim tại Nam Á và Đông Nam Á.

#### Danh sách tập
| Số tập | Tiêu đề                                | Đạo diễn                     | Biên kịch         | Ngày phát sóng gốc  |
| ------ | -------------------------------------- | ---------------------------- | ----------------- | ------------------- |
| 1      | "Onna-tachi no Sekai" (女たちの世界)   | Nagaoka Yoshitaka            | Takahashi Tatsuya | 8 tháng 10 năm 2021 |
| 2      | "Futari no Josei" (二人の女性)         | Fujinaka Tatsuya             | Yamada Tetsuya    | 14 tháng 1 năm 2022 |
| 3      | "Dai San no Otoko" (第3の男)           | Yamada Hirokazu              | Takahashi Tatsuya | 21 tháng 1 năm 2022 |
| 4      | "Gakuen no Himitsu" (学園の秘密)       | Fujinaka Tatsuya             | Yamada Tetsuya    | 28 tháng 1 năm 2022 |
| 5      | "Saisho no Giseisha" (最初の犠牲者)    | Kanzaki Yūji                 | Takahashi Tatsuya | 2 tháng 4 năm 2022  |
| 6      | "Karamiau Omowaku" (絡み合う思惑)      | Miyata Ryō, Fujinaka Tatsuya | Yamada Tetsuya    | 11 tháng 2 năm 2022 |
| 7      | "Boku tōban" (僕当番)                  | Kanzaki Yūji                 | Takahashi Tatsuya | 18 tháng 2 năm 2022 |
| 8      | "Fukushū" (復讐)                       | Fujinaka Tatsuya             | Yamada Tetsuya    | 25 tháng 2 năm 2022 |
| 9      | "Niku no Shinrin" (肉の森林)           | Tokoro Toshikatsu            | Oizaki Kōichi     | 4 tháng 3 năm 2022  |
| 10     | "Futari no Numbers" (二人のナンバーズ) | Kuramoto Hodaka              | Takahashi Tatsuya | 11 tháng 3 năm 2022 |
| 11     | "Dasshutsu" (脱出)                     |                              | Takahashi Tatsuya | 18 tháng 3 năm 2022 |